# Wolfgang Fritz (Wirtschaftswissenschaftler)
Wolfgang Fritz (* 12. Juli 1951) ist ein deutscher Ökonom mit den Forschungsschwerpunkten Marktorientiertes Management, Online-Marketing und E-Commerce, Interkulturelle Kommunikation, Internationales Marketing und Industriegütermarketing. Neben seinem Hauptamt an der Technischen Universität Braunschweig bietet Fritz regelmäßig Lehrveranstaltungen an der Universität Wien, Österreich, und an der St. Petersburg State University of Economics, Russland, an.

## Lebenslauf
Wolfgang Fritz studierte von 1972 bis 1978 an der Universität Mannheim Betriebswirtschaftslehre. Seine Diplomarbeit erschien 1980 unter dem Titel: „Der alte Mensch und seine Informationsprobleme als Konsument rezeptfreier Medikamente“ im Verlag Otto Schwarz & Co., Göttingen (gemeinsam mit Margarete Hefner). Nach seinem Abschluss als Diplomkaufmann arbeitete er von 1979 bis 1992 als wissenschaftlicher Mitarbeiter bzw. nach seiner Promotion 1984, mit dem Thema "Warentest und Konsumgütermarketing" (Gabler Verlag), als Hochschulassistent am Marketing-Lehrstuhl von Hans Raffée an der Universität Mannheim.
Anschließend war Fritz als Lehrbeauftragter an der TU Darmstadt tätig und übernahm 1991/1992 eine Vertretungsprofessur für Marketing an der Hochschule für Wirtschaft und Politik in Hamburg. 1992 habilitierte er sich an der Universität Mannheim und erhielt noch im selben Jahr Rufe auf mehrere Lehrstühle (Hamburg, Braunschweig, Essen und Jena). Angenommen hat er den Ruf an die TU Braunschweig; dort ist er seit 1992 Universitätsprofessor und Leiter des Instituts für Marketing. Im Jahre 1995 erhielt er einen Ruf auf ein Ordinariat an der Universität Wien, das er jedoch ablehnte. Stattdessen übernahm er dort eine Gastprofessur für Internationales Marketing und wurde dort im Jahre 1997 zum Honorarprofessor ernannt und im Jahr 2005 für sein langjähriges Engagement geehrt. Von 2003 bis 2005 hatte er das Amt des Dekans der Fakultät für Wirtschafts- und Sozialwissenschaften an der TU Braunschweig inne. Darauf folgend bekleidete er das Amt des Prodekans (2005 bis 2007) Fakultät und wurde in den Senat der TU Braunschweig gewählt. Im Jahr 2005 folgte eine weitere Berufung auf einen Lehrstuhl (W3) für Betriebswirtschaftslehre, insbesondere Marketing, an der Technischen Universität Darmstadt, den Fritz jedoch ablehnte.
Seit 2013 ist Fritz Sprecher des Departments Wirtschaftswissenschaften an der TU Braunschweig und Direktor des Dual-Degree-Masterprogramms "MiBA/ToM - Master of International Business Administration and Technology-oriented Management Braunschweig - St. Petersburg", das die TU Braunschweig seit 2013 gemeinsam mit der St. Petersburg State University of Economics, St. Petersburg, Russland, durchführt. Seit 2023 ist Fritz im Ruhestand.

## Auszeichnungen und Preise
- 1985 Preis der Karin-Islinger-Stiftung der Universität Mannheim für die Dissertation über Warentest und Konsumgütermarketing
- 1993 Wissenschaftspreis der Deutschen Marketing-Vereinigung für die Habilitationsschrift "Marktorientierte Unternehmensführung und Unternehmenserfolg"
- 1997 Ernennung zum Honorarprofessor an der Universität Wien
- 2005 Förderpreis der Otto-Beisheim-Stiftung in der Kategorie „Hervorragendes Wirtschaftswissenschaftliches Lehrbuch“ für Internet-Marketing und Electronic Commerce
- 2011 Festschrift „Das Internet der Zukunft“ anlässlich seines 60. Geburtstags;
- 2023 Festschrift „Marketing - Eine Bilanz“ anlässlich seiner Emeritierung;

## Schriften (Auswahl)
Das Schriftenverzeichnis umfasst insgesamt 25 Bücher, die in Europa, USA und in Japan erschienen sind, sowie über 300 wissenschaftliche Artikel in deutschsprachigen und internationalen Journalen.

### Bücher
- Internet-Marketing und Electronic Commerce. Grundlagen, Rahmenbedingungen, Instrumente. 3. Auflage. Gabler, Wiesbaden 2014, ISBN 978-3-8349-0351-8.
- mit Bettina Lorenz, Ulrike Hauser: Die Discountisierung der Gesellschaft – Japanische Ausgabe. Dimensionen eines Megatrends. Dobunkan Verlag, Kyoto 2010, ISBN 978-4-495-64341-6.
- mit Bettina Lorenz, Ulrike Hauser: Die Discountisierung der Gesellschaft. Dimensionen eines Megatrends. Deutscher Betriebswirte-Verlag, Gernsbach 2007, ISBN 978-3-88640-123-9.
- mit Dietrich von der Oelsnitz: Marketing. Elemente marktorientierter Unternehmensführung. 4. Auflage. Kohlhammer, Stuttgart 2006, ISBN 3-17-019286-8.
- mit Günter Specht: Distributionsmanagement. 4. Auflage. Kohlhammer, Stuttgart 2005, ISBN 3-17-018410-5.
- Erfolgsursache Marketing. Warum marktorientiert geführte Unternehmen erfolgreich sind. Schäffer-Poeschel, Stuttgart 1997, ISBN 3-7910-0984-2.
- Marketing-Management und Unternehmenserfolg. Grundlagen und Ergebnisse einer empirischen Untersuchung. (= Betriebswirtschaftliche Abhandlungen/NF. 90). 2. Auflage. Schäffer-Poeschel, Stuttgart 1995, ISBN 3-7910-0946-X. (zugl. Habilitationsschrift, Universität Mannheim 1992)
- Warentest und Konsumgüter-Marketing. Forschungskonzeption und Ergebnisse einer empirischen Untersuchung. (= Neue betriebswirtschaftliche Forschung. 27). Gabler, Wiesbaden 1984, ISBN 3-409-13600-2. (zugl. Dissertation, Universität Mannheim 1983)

## Wissenschaftliche Mitgliedschaften
- Association for Consumer Research (USA);
- Korean Scholars of Marketing Science (KSMS);
- Projekt „Global Classroom“, University of Rhode Island/U.S. Department of Education, Washington, USA (1994–1998);
- Braunschweigische Wissenschaftliche Gesellschaft;
- Verband der Hochschullehrer für Betriebswirtschaft; Kommissionen „Marketing“ und „Umweltwirtschaft“.
- Mitglied der Editorial Boards der Zeitschriften „Marketing ZFP / Journal of Research and Management“ und „Journal of the Global Scholars of Marketing Science“;

## Internationale wissenschaftliche Konferenzen
Mitwirkung an der Organisation folgender internationaler wissenschaftlicher Konferenzen als Session bzw. Track Chair:
- Global Marketing Conference 2008 at Shanghai;
- Global Marketing Conference 2010 at Tokyo;
- Fourth German-French-Austrian Conference on Quantitative Marketing 2010 at Vienna;
- Global Marketing Conference 2012 at Seoul;
- Global Marketing Conference 2014 at Singapore.